# Putoniessa minima
Putoniessa minima är en insektsart som beskrevs av Evans 1966. Putoniessa minima ingår i släktet Putoniessa och familjen dvärgstritar. Inga underarter finns listade i Catalogue of Life.